# Peter Jelgersma

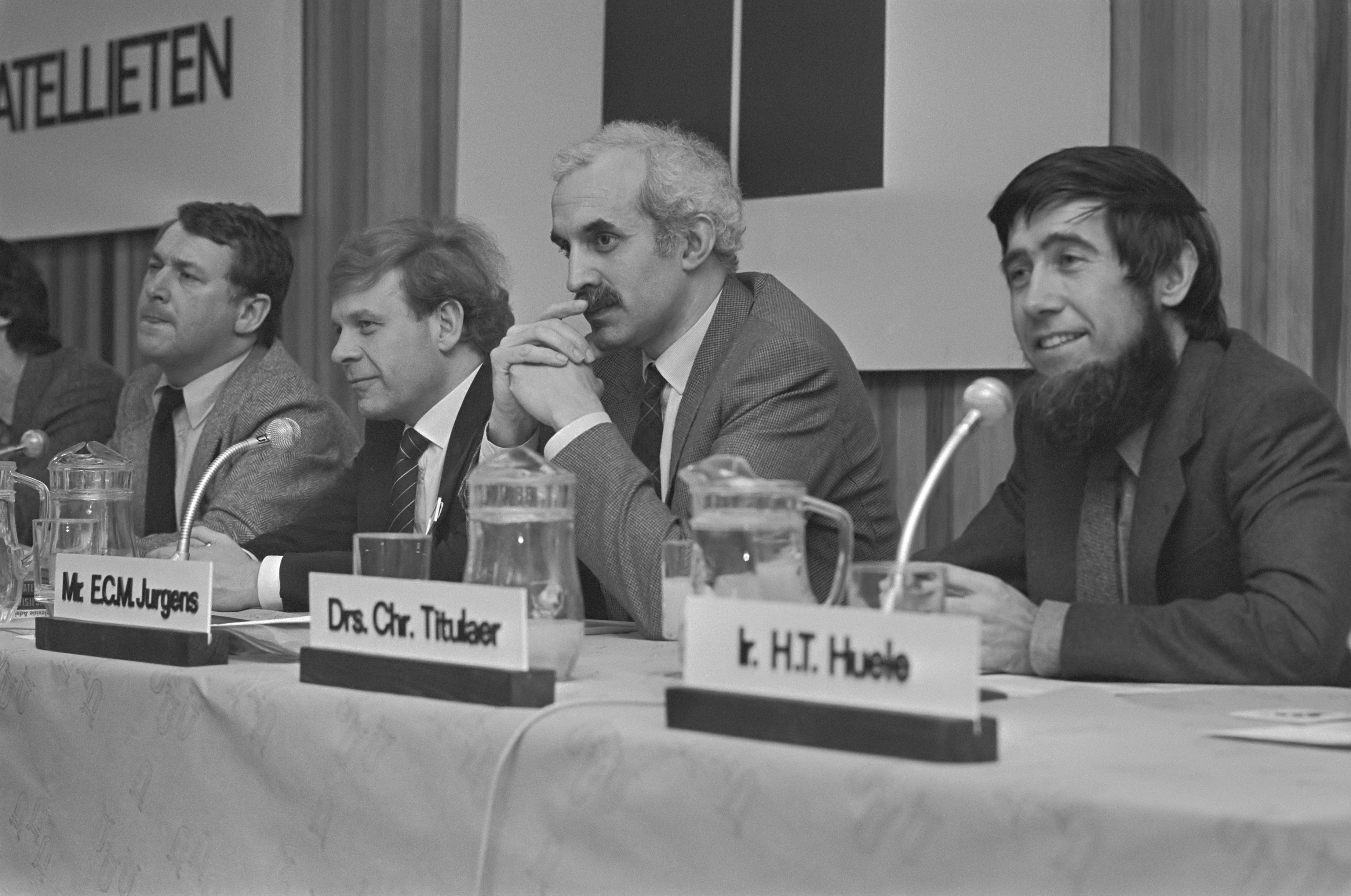
Peter Jelgersma, tussen Koos Postema en Erik Jurgens (1980)

Pieter Frans (Peter) Jelgersma (Amsterdam, 3 juni 1942 – Gouda, 7 maart 2024) was een Nederlands ondernemer op het gebied van media en mediavoorzieningen. 
Hij was zoon van Juliana Anna Michels en kantoorbediende Franciscus Wilhelmus Jelgersma. Bij overlijden was, na een eerder huwelijk, zijn levenspartner Herma van den Tempel.
Hij groeide op in de wijk Bos en Lommer en ging naar school op het Cartesius Lyceum, alwaar hij in 1960 slaagde voor het examen. Vervolgens begon hij de studies elektrotechniek aan de Hogere technische school (HTS) en marketing aan het Nederlands Instituut voor Marketing (NIMA). Ook volgde hij een studie hogere bedrijfskunde en had een m.o. economie op zak.
Al vanaf jongs af aan was hij geïnteresseerd in radio- en televisiemaker. Dit wordt nog een aangezwengeld wanneer hij in 1960 met een gebroken nek bedlegerig is in het Prinsengrachtziekenhuis. Hij gebruikt die tijd om zijn diploma radioamateur te halen. Dit gaat verder in werken als elektrotechnisch ingenieur bij de firma’s Bosch en Blaupunkt alwaar hij de wereld van draadomroepapparatuur intreedt. Dit werkte hij verder uit tot kabeltelevisie (vanuit Kabeltelevisie Advies Instituut), hetgeen in veel Nederlandse gemeenten met open armen wordt ontvangen, omdat de steeds oprukkende dakantennes het aangezicht schaadt/zou schaden. 
Hij weet Amstelveen als een van de eersten over te halen. Amsterdam volgt vrij snel met KTA (Kabel Televisie Amsterdam). Eenmaal een project afgerond stapte hij meteen in een volgende. In 1985 is hij een van de oprichters van FilmNet; hij wilde geen directeur worden en schoof daarvoor Rob Houwer naar voren. Na amper twee jaar liet hij zich uitkopen en begin met Jeroen Soer aan Radio 10. Commerciële radio was toen nog verboden, maar het station begin in Milaan. Omdat hij inzicht had in de kabelstructuur en –antennes hadden ze toch behoorlijk toegang tot het kabelnet. Ook vormde hij omroep Rete Zero. Nog steeds vanuit het buitenland, maar dan Luxemburg, probeerde hij samen met Joop van den Ende TV10 op te starten, hetgeen door een blijvend verbod onmogelijk wordt gemaakt. Het werd wel de basis van RTL Veronique.
Opnieuw raakte hij betrokken bij de kabelnetten, wanneer dezelfde gemeenten van die kabelnetten af willen. Hij begeleidt, ondanks weerstand hier en daar, de verkoop. Hij bepaalde daarin dat het wel een open systeem moest blijven, hetgeen slechts deels lukte. Het KTA leidde in de daaropvolgende jaren tot UPC Nederland B.V. en Ziggo etc. Daartegen probeerde hij weerstand te bieden door te werken voor Digitenne. Vanaf 2008 probeerde hij 'YouCa" van de grond te krijgen, maar kreeg tot in 2024 geen toegang tot de kabelsystemen.
Al die tijd bleef hij radioamateur (PA8AA), eerst vanuit Amsterdam, later vanuit Bodegraven. Hij bemoeide zich niet alleen met de “ether”, maar probeerde ook wat te doen aan het vliegverkeer boven het Groene Hart. Onderzoek en voorstellen leidden tot verplaatsing van vliegroutes waardoor met name Gouda en Bodegraven-Reeuwijk minder geluidsoverlast te verduren kregen. 
In 2023 belandde hij opnieuw in het ziekenhuis, zes weken na een operatie overleed hij. Hij werd in 1997 benoemd tot ridder in de Orde van Oranje-Nassau. Zoon Taco Jelgersma trad in de voetsporen van zijn vader.